# Walcourt

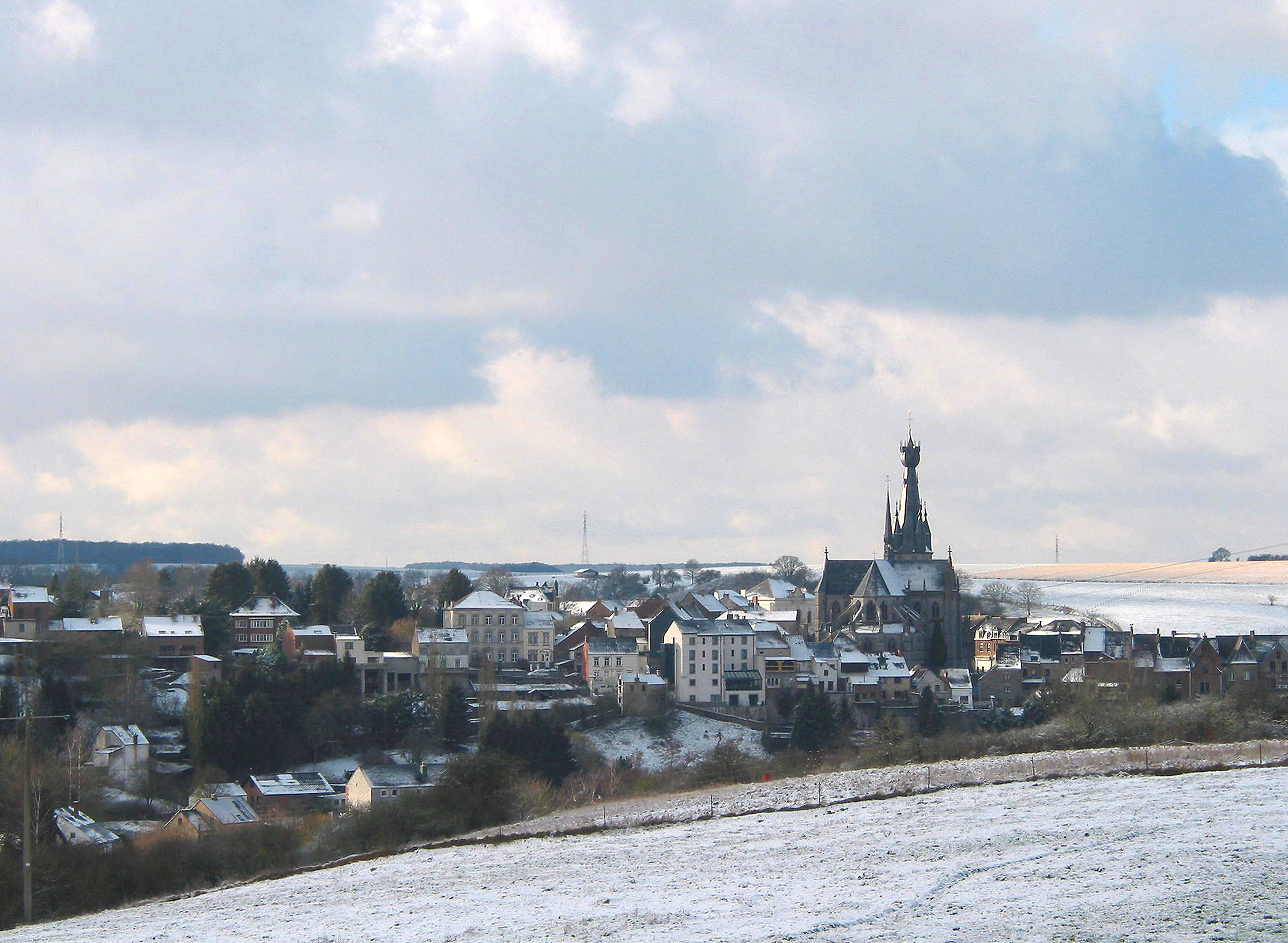
Walcourt bajo la nieve.

Walcourt (en valón: Walcoû) es un municipio de Bélgica situado en la provincia de Namur.
A 1 de julio de 2019, la población total era de 18.430 habitantes. La superficie total es de 123,26 km² (149,18 hab./km²).

## Geografía

### Secciones del municipio
El municipio comprende los antiguos municipios, que se fusionaron en 1977:
- Walcourt
- Castillon
- Chastrès
- Clermont
- Fontenelle
- Fraire
- Pry
- Vogenée
- Yves-Gomezée
- Berzée
- Gourdinne
- Laneffe
- Rognée
- Somzée
- Tarcienne
- Thy-le-Château

## Demografía

### Evolución
Todos los datos históricos relativos al actual municipio, el siguiente gráfico refleja su evolución demográfica, incluyendo municipios después de efectuada la fusión el 1 de enero de 1977.
| Gráfica de evolución demográfica de Walcourt entre 1846 y 2020 |
|                                                                |